# Отуз-татары
Отуз-татары (буквально тридцать татаров) — племенное объединение, зародившееся в VI — VII веке.
Цель создания племенного союза — победа над жужанами, грабившие всю периферию империи Тан.
После разгрома объединения жужанами в VII веке — оставшаяся часть присоединилась к коалиции Бумын Кагана.
Затем они стали знатными нукерами в составе тюркского каганата.
О них есть упоминание в Орхон Енисейских надписях
Аблет Каюмович Камалов, доктор исторических наук из Институт восточных рукописей РАН в специальной статье об этнополитонимах отуз-татар и токуз-татар отмечал следующее.
Первое упоминание в тюркских рунических надписях этнонима татар — это отуз-татар из памятника в честь Кюль-тегина от 732 года в числе народов, пришедших на похороны в 552 году основателя Тюркского каганата Бумын-кагана: «[В качестве] плачущих и стонущих [то есть для выражения соболезнования] [пришли] спереди, из [страны] солнечного восхода, народ степи Бёклийской, [а также] табгач, тибетцы, авары и Рим, киргизы, уч-кураканы, отуз-татары, кытай и татабийцы, столько много народов» (Малов С. Е. Памятники древнетюркской письменности. Тексты и исследования. М.-Л., 1951. С. 36).
Следующее по времени упоминание отуз-татар в тюркских рунических надписях связано с возрождением Восточнотюркского каганата в 689 г. Вернувшись в степь после длительного пребывания на территории Китая, тюркский Ильтериш-каган был встречен враждебно коалицией местных племен, среди которых были и татары. Та же надпись Кюль-тегина сообщает об этом следующее: «Справа (то есть на юге) народ табгач был врагом, слева (то есть на севере) народ токуз-огузов [под начальством] Баз-кагана был врагом, киргизы, курыканы, отуз-татары, кидани и татабы все были врагами» [Кляшторный 1964, с. 33].
Согласно выводам мнению А. К. Камалова, «отуз-татар и токуз-татар тюркских и уйгурских рунических текстов нужно понимать не как
„татары, состоящие из тридцати племен“ и „татары, состоящие из девяти
племен“, а как соответственно „татары, относящиеся к союзу тридцати
племен (тюрков и огузов)“ и „татары, относящиеся к девяти (огузам)“. … после консолидации уйгурских племен
в поздние периоды истории Уйгурского каганата, …. название главного
токуз-огузского племени — уйгур, было перенесено на весь токуз-огузский
племенной союз, который стал называться уйгурским».